# John R. Mott
John Raleigh Mott (Livingston Manor, 25 mei 1865 – Orlando, 31 januari 1955) was een Amerikaans methodist die lange tijd leider was van de YMCA en de World Student Christian Federation (WSCF). Hij ontving in 1946 de Nobelprijs voor de Vrede met Emily Greene Balch voor zijn werk bij het opzetten en versterken van internationale protestantse christelijke studentenorganisaties die het promoten van vrede tot doel hadden.

## Biografie
Mott werd geboren in Livingston Manor in Sullivan County in de staat New York. Zijn familie verhuisde in september 1865 naar Postville (Iowa). Mott studeerde geschiedenis aan de Upper Iowa University. Hij nam ook regelmatig deel aan debatten op de universiteit, en kreeg hiervoor zelfs een prijs. Voor het einde van zijn studie stapte hij over naar de Cornell-universiteit, alwaar hij in 1888 zijn Bachelor haalde.
In 1891 trouwde Mott met Leila Ada White. Samen kregen ze twee zonen en twee dochters. Van 1895 tot 1920 was Mott de generale secretaris van de WSCF.
In 1910 was Mott voorzitter van de Wereldzendingsconferentie, die leidde tot de moderne protestantse missiebeweging en volgens sommigen ook de moderne oecumenische beweging. Van 1920 tot 1928 was hij hoofd van de WSCF. Mott was ook nauw betrokken bij de formatie van de Wereldraad van Kerken in 1948. Hij werd al snel daarna verkozen tot eervol president van deze raad. Zijn bekendste boek, The Evangelization of the World in this Generation, werd begin 20e eeuw een slogan onder veel zendelingen.